# Jan Rozdrażewski (marszałek dworu)
Jan Rozdrażewski (także w pisowni Rozrażewski) herbu Doliwa (ur. 1537, zm. 1585 w Wiedniu) – najstarszy syn kasztelana rogozińskiego Stanisława Rozdrażewskiego i Zuzanny z Myszkowskich, brat Stanisława, Hieronima i Krzysztofa, stryjeczny brat Jana (ok. 1543–1600), podkomorzego, potem kasztelana poznańskiego, z którym często bywa mylony.

## Życiorys

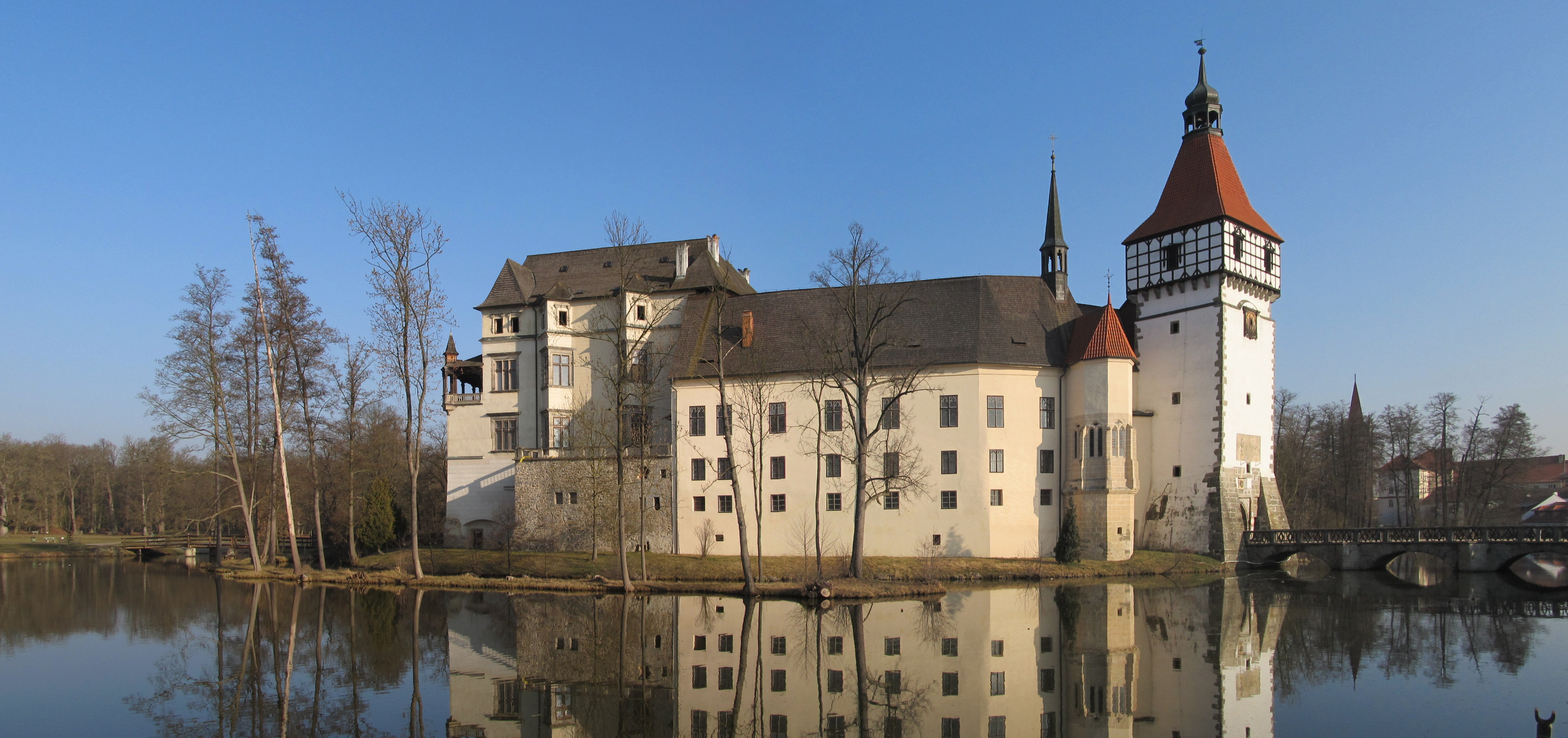
Zamek w miejscowości Blatná, którego był właścicielem

Wychowywał się wraz z braćmi na francuskim dworze Walezjuszów i u jezuitów w Wiedniu. Przez pewien czas przebywał u francuskiej królowej Elżbiety Austriackiej jako marszałek jej dworu; był też przywódcą jazdy nadwornej Franciszka II Walezjusza. Zapamiętany ze swych awanturniczych skłonności w czasach młodości, wystawnego trybu życia i nieumiejętnego gospodarowania swoimi dobrami na Śląsku (do których przeniósł się i pozostawał w kolejnych latach życia), w Pomsdorfie (dziś Pomianów, powiat ząbkowicki), które w znacznym stopniu zadłużył. Od 1578 stał się właścicielem majątku Blatná w kraju południowoczeskim. W okresie bezkrólewia po śmierci Zygmunta Augusta w 1572 reprezentował interesy Habsburgów.